# 沙拉依灭勒河
沙拉依灭勒河是中华人民共和国新疆维吾尔自治区的一条河流，位于塔里木盆地，该河全长72千米，集水面积约707平方千米，年均径流量约为0.686亿立方米。根据乌什水水文站测定，该河春季富水期径流量占全年的50.9%，冬季枯水期径流量占全年的10%。